# Symmachus Ebionita

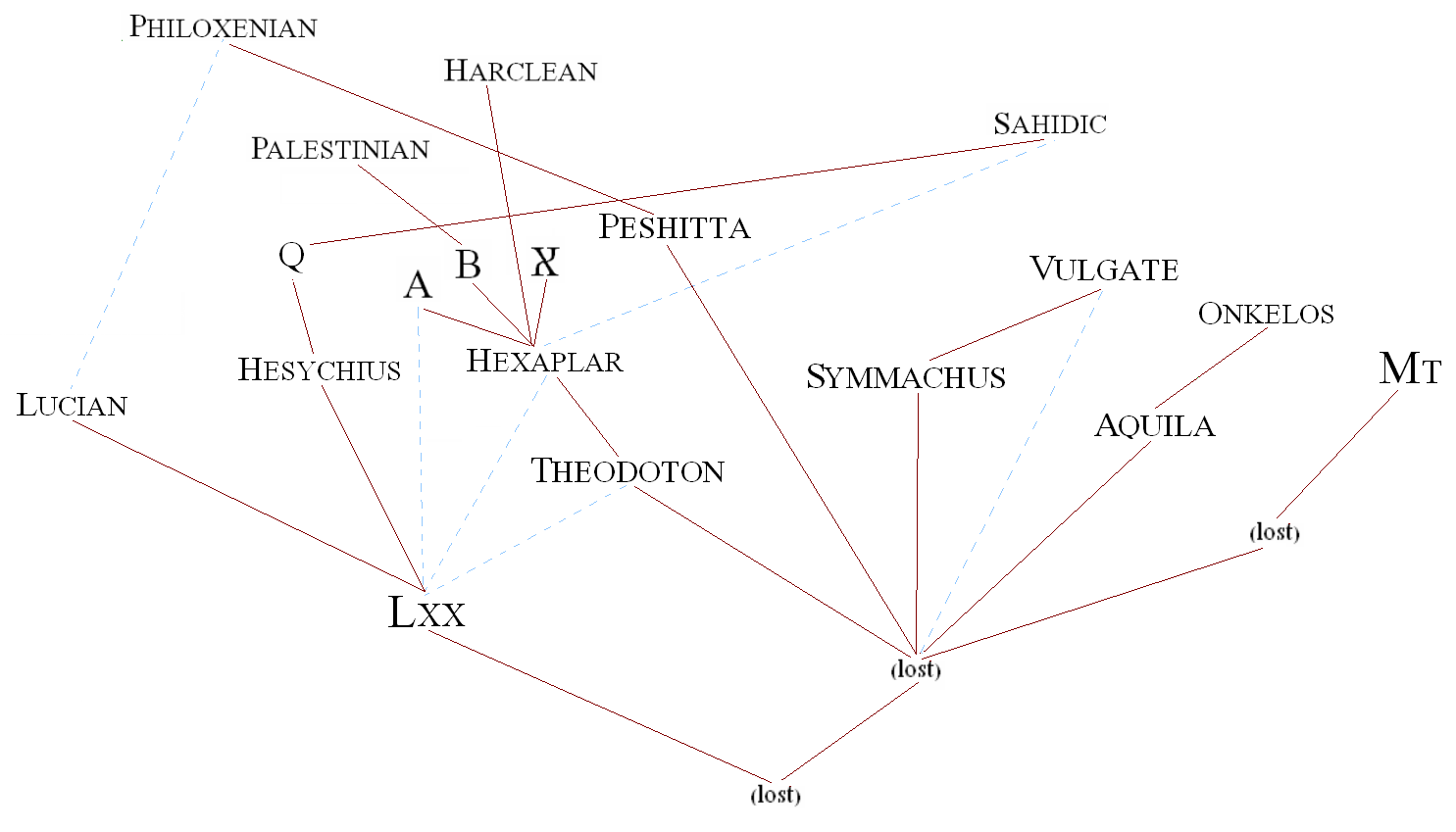
Zależność pomiędzy starożytnymi przekładami i recenzjami Starego Testamentu z zaznaczonym tłumaczeniem Symmachusa

Symmachus – żyjący na przełomie II i III wieku tłumacz Biblii hebrajskiej na język grecki. Według Euzebiusza i Hieronima był Ebionitą, a w konsekwencji judeochrześcijaninem; według Epifaniusza był Samarytaninem, który przyjął judaizm. Przekład Symmachusa jest znany głównie dzięki zachowanym fragmentom Heksapli.

## Tłumaczenie Symmachusa
Tłumaczenie Symmachusa szybko zdobyło tak wielkie uznanie, że Orygenes umieścił je w swojej Heksapli i Tetrapli. Niektóre fragmenty tego przekładu zachowały się w odnalezionych pozostałościach z Heksapli. W przeciwieństwie do Septuaginty oraz przekładów Akwilii i Teodocjona, Symmachus doskonale posługuje się językiem greckim, przez co jego tłumaczenie jest stosunkowo wolne od hebraizmów, a on stara się przede wszystkim dokładnie oddać sens oryginalnego tekstu. Stąd rzadko transliteruje trudne do przetłumaczenia hebrajskie słowa greckimi literami, jak to często robią jego poprzednicy. Mały fragment Heksapli zawierający tłumaczenie Symmachusa został odkryty i opublikowany przez Charlesa Taylora.
Symmachus jest autorem również komentarzy, które najwyraźniej mają na celu wspieranie herezji Ebionitów. Orygenes stwierdza, że „uzyskał te i inne komentarze Symmachusa do Pisma Świętego od pewnego Juliana, który jak sam mówi, odziedziczył je od Symmachusa” (Euzebiusz, Historia Kościoła, VI/17).